# Live at Castle Hall, Osaka, Japan
Live at Castle Hall, Osaka, Japan è uno dei primi album live della rock band Toto. Il concerto è diviso in due CD e registrato durante il tour del 1985, per promuovere l'allora nuovo album della band Isolation. Nell'album oltre a trovare alcuni brani tratti da Isolation ci sono anche alcuni brani storici della band più uno strumentale, un solo fra tastiera e chitarra.

## Tracce

### CD 1
1. Carmen (da Isolation) - 5:25
2. Angel Don't Cry (da Isolation) - 4:22
3. Hold the Line (da Toto) - 4:45
4. Georgy Porgy (da Toto) - 4:53
5. English Eyes (da Turn Back) - 6:37
6. I Won't Hold You Back (da Toto IV) - 6:10
7. Stranger in Town (da Isolation) - 6:11
8. Mr. Friendly (da Isolation) - 5:01
9. Mama (da Hydra) - 3:49
10. 99 (da Hydra) - 4:37

### CD 2
1. Afraid of Love (da Toto IV) - 5:15
2. David Paich and Steve Lukather solo - 4:54
3. Africa (da Toto IV) - 6:44
4. How Does It Feel (da Isolation) - 4:11
5. Isolation (da Isolation) - 5:19
6. Change of Heart (da Isolation) - 5:17
7. I'll Supply the Love (da Toto) - 6:26
8. Band Introduction - 2:52
9. Rosanna (da Toto IV) - 7:08

## Formazione
- Fergie Frederiksen- voce
- Steve Lukather- chitarra elettrica e voce
- David Paich- tastiera e voce
- Steve Porcaro- tastiera
- Mike Porcaro- basso elettrico
- Jeff Porcaro- percussioni
- Lenny Castro- percussioni
- Jim Horn- sassofono